# 陳汝湘
陳汝湘，廣東肇興鼎湖头溪乡沙浦村人，清朝末年進士、工程學家。
宣統三年（1911年），驗看學部考驗遊學畢業生，廷试新制工科进士。民國元年，獲美國耶魯大學博士學位，民國年間，擔任铁道部北宁铁路局工程师。

## 延伸阅读
[在维基数据编辑]
 《游美同學錄·陳汝湘》，出自《游美同學錄》